# Jesús Pool Moo
Jesús de los Ángeles Pool Moo (San Francisco de Campeche, Campeche; 22 de diciembre de 1969) es un político mexicano, miembro del partido Movimiento Ciudadano. Fue regidor del ayuntamiento de Benito Juárez, durante dos periodos de 1999-2002 y 2011-2013, así como diputado local al Congreso de Quintana Roo de 2013-2016, por el Partido Revolucionario Institucional. Y diputado federal de 2018 a 2021 por el distrito 4 de Quintana Roo.

## Reseña biográfica
Jesús Pool Moo es licenciado en Administración de Hoteles por el Instituto Tecnológico de Cancún y licenciado en Derecho por la Universidad del Sur. 
Fue miembro activo del Partido Revolucionario Institucional de 1989 a 2017, en donde inició su actividad política como miembro del Frente Juvenil Revolucionario. De 1990 a 1993 fue secretario de Organización del comité municipal del PRI en el municipio de Benito Juárez, en este último año fue director general del DIF y luego director de Control Presupuestal de la Tesorería del mismo municipio de Benito Juárez.
En 1999 fue elegido regidor del Ayuntamiento de Benito Juárez, y en 2004 fue director de Zofermat de la secretaría de Hacienda del gobierno de Quintana Roo y de 2004 a 2008 fue subsecretario de la Zona Norte de la secretaría de Gobierno del estado, en la administración del gobernador Félix González Canto. 
De 2011 a 2013 fue por segunda ocasión regidor del ayuntamiento de Benito Juárez y de 2013 a 2015 fue diputado a la XIV Legislatura del Congreso de Quintana Roo por el distrito 11. Al término de dicho cargo, en 2016 fue subsecretario Social e Interinstitucional en la zona norte de la secretaría de Gobierno, en el gobierno de Carlos Joaquín González.
En 2017 renunció a su militancia en el PRI y se afilió al Movimiento Regeneración Nacional, donde fue coordinador de organización y en 2018 fue postulado  candidato a diputado federal por la coalición Juntos Haremos Historia en representación del Distrito 4 de Quintana Roo. Electo a la LXIV Legislatura que culminó en 2021 y en la que es secretario de la comisión de Comunicaciones y Transportes; e integrante de las comisiones de Presupuesto y Cuenta Pública; y de Seguridad Pública.
Inicialmente fue elegido como integrante de la bancada del Partido del Trabajo, pero posteriormente pasó a la de Morena, a la que a su vez renunció el 3 de julio de 2020, y el 27 del mismo mes se unió al grupo parlamentario del Partido de la Revolución Democrática.
En 2021, fue candidato a presidente municipal del municipio de Benito Juárez por la coalición "Va por Quintana Roo" integrada por los partidos de la Revolución Democrática, Acción Nacional, y Confianza por Quintana Roo, en las elecciones de junio, obtuvo el segundo lugar con el 22.53% de los votos, por debajo de alcaldesa titular, Mara Lezama del partido Morena, quien resultó reelecta con el 41.23% de los votos. 
En 2022, Pool Moo renunció al PRD y apoyó la candidatura a gobernador del senador José Luis Pech Várguez por parte de Movimiento Ciudadano. 